# Chorasan-Arabisch

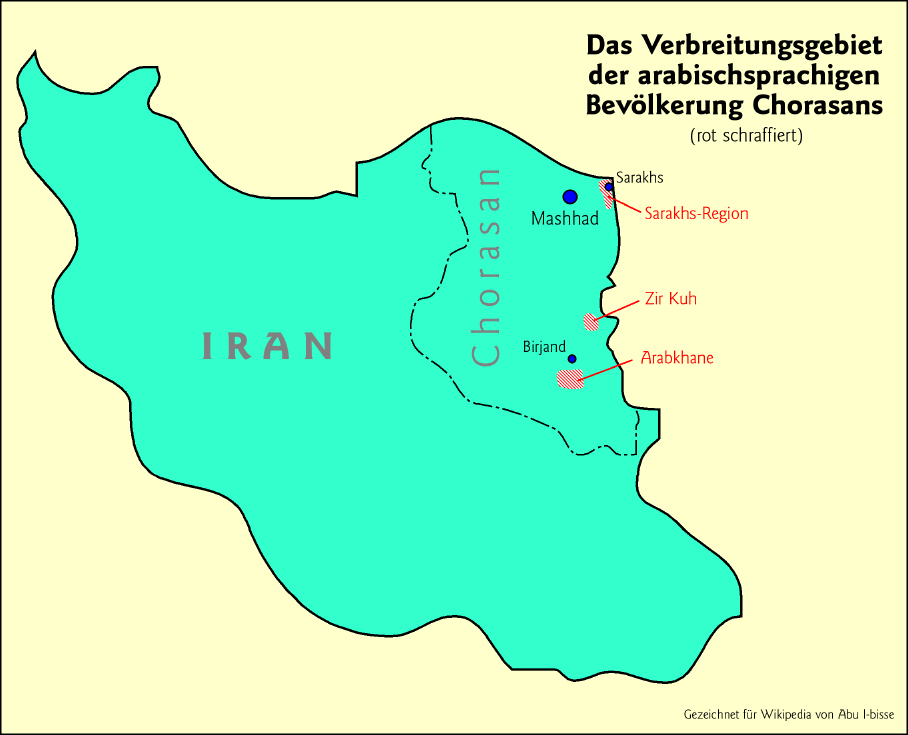
Verbreitungsgebiet der arabischsprachigen Bevölkerung Chorasans

Das Chorasan-Arabische ist ein arabischer Dialekt in der nordostiranischen Provinz Chorasan, der isoliert vom übrigen arabischen Sprachraum einerseits stark von persischen Einflüssen geprägt wurde, andererseits besonders altertümliche arabische Züge bewahrt hat.

## Die arabischsprachige Bevölkerung Chorasans
Dörfer mit arabischsprachiger Bevölkerung finden sich im Osten Chorasans, im Wesentlichen in folgenden Gebieten: Im südlich der Stadt Birdschand gelegenen Arabkhane, in der nordöstlich von Birjand gelegenen Grenzregion zu Afghanistan Zir Kuh und um die Grenzstadt zu Turkmenistan Sarakhs herum. Die Vorfahren dieser Araber sind im Laufe der arabischen Eroberung Persiens als Soldaten oder Kleinviehnomaden von der arabischen Halbinsel gekommen und haben Gebiete im Osten Irans und in den angrenzenden Staaten Turkmenistan, Usbekistan und Afghanistan besiedelt. Noch heute leben (oder lebten bis vor kurzem) viele von ihnen als Halbnomaden mit einem festen Sommer- und Winterquartier.

## Das zentralasiatische Arabisch
Neben Chorasan finden sich auch in Usbekistan in der Gegend von Buchara und im Norden Afghanistans noch arabischsprachige Nachfahren dieser ersten Einwanderer. Da sie, obwohl bereits seit langem räumlich voneinander isoliert und teils völlig unterschiedlichen Superstratsprachen ausgesetzt, zahlreiche gemeinsame sprachliche Merkmale teilen, fasst man das Chorasan-Arabische mit dem Usbekistan-Arabischen und dem Afghanistan-Arabischen unter dem Begriff zentralasiatisches Arabisch zusammen. Dieser Sprachtyp ist deutlich unterschieden vom Chuzestan-Arabischen im Westen des Iran, das dem irakischen gilit-Dialekttyp zuzuordnen ist.

## Zur Phonologie
Die Diphthonge aw, ay werden in der Regel monophthongisiert zu ō, ē, also beispielsweise yōm „Tag“, lēle „Nacht“. Die Emphase bei Konsonanten wurde vollständig aufgegeben: ص ṣ > s, ط ṭ > t, ض/ظ ḏ̣ > ḏ. In Zir Kuh wurden zusätzlich noch die Sibilanten zu Interdentalen verschoben, also s > ṯ, z > ḏ, was bei anderen Arabischsprechern den Eindruck eines Lispelns erweckt. Das bilabiale و w wird labiodental v, also nicht wie englisches, sondern wie deutsches „w“ ausgesprochen. Alle im Text folgenden Beispiele sind aus Zir Kuh, da aus den anderen Regionen noch keine Forschungsergebnisse vorliegen:
ṯūf < sūf < *ṣūf „Wolle“

inta/yinti < *ʾaʿṭa/yuʿṭi „geben“

bēḏ < *bayḏ̣ „Ei“

xubuḏ < *xubz „Brot“

vēn < *ʾayna „wo“
Typisch für Kleinviehbeduinen ist die Aufspaltung von altem *ك/ق in g/k (in Umgebung von hinteren Vokalen) und ǧ/č (bei vorderen Vokalen):
nāfug „verheiratet (mask.)“, aber nāfǧe „verheiratet (fem.)“ (Part. Akt.)

ičal „er aß“, aber yōkul „er isst“.
Das bekannte beduinische Gahawa-Syndrom findet sich in seiner ersten Form, also mit noch unbetontem eingeschobenem a nach Guttural:
náʿaǧe < naʿǧa „Schaf“

áxaḏar < *axḍar „grün“

yáḥalib < *yaḥlibu „er melkt“

yoġodi < *yaġdu „er geht“

## Zur Morphologie
Der bestimmte Artikel heißt al- (und nicht el- wie in den meisten arabischen Dialekten) und assimiliert sich an jeden Konsonanten, d. h. jeder Konsonant ist Sonnenbuchstabe:
aḥ-ḥurme „die Frau“

ab-bāǧir „die Kuh“

aʿ-ʿarūṯ „die Braut“

aʾ-ʾafʾīye „die Schlange“

ag-gubbe „das Haus“

ah-hūl „die Furcht“
|          | Selbständig | Suffigiert nach Konsonant | Suffigiert nach Vokal |
| Sg. 3.m. | uhū         | -ah                       | -h                    |
| f.       | ihī         | -he                       | -he                   |
| 2.m.     | inte        | -ak                       | -k                    |
| f.       | inti        | -ič                       | -č                    |
| 1. c.    | ane         | -i                        | -y                    |
| Pl. 3.m. | uhumm       | -(h)um                    | -hum                  |
| f.       | ihinn(e)    | -(h)in(ne)                | -hin(ne)              |
| 2.m.     | intu        | -kum                      | -kum                  |
| f.       | intan       | -čin                      | -čin                  |
| 1.c.     | aḥne/iḥne   | -ne                       | -ne                   |

| Perfekt   | „schreiben“ | „schlagen“ | „melken“ |
| Sg. 3.m.  | čitab       | ḏurab      | ḥelab    |
| f.        | čitibat     | ḏurubat    | ḥelebat  |
| 2.m.      | čitabt      | ḏurabt     | ḥelabt   |
| f.        | čitabti     | ḏurabti    | ḥelabti  |
| 1.c.      | čitabt      | ḏurabt     | ḥelabt   |
| Pl. 3.m.  | čitibow     | ḏurubow    | ḥelebow  |
| f.        | čitiban     | ḏuruban    | ḥeleban  |
| 2.m.      | čitabtu     | ḏurabtu    | ḥelabtu  |
| f.        | čitabtan    | ḏurabtan   | ḥelabtan |
| 1.c.      | čitabne     | ḏurabne    | ḥelabne  |
| Imperfekt |             |            |          |
| Sg. 3.m.  | yičtib      | yuḏrub     | yaḥalib  |
| f.        | tičtib      | tuḏrub     | taḥalib  |
| 2.m.      | tičtib      | tuḏrub     | taḥalib  |
| f.        | tičitbīn    | tuḏurbīn   | taḥalbīn |
| 1.c.      | ačtib       | aḏrub      | aḥalib   |
| Pl. 3.m.  | yičitbūn    | yuḏurbūn   | yiḥalbūn |
| f.        | yičitban    | yuḏurban   | yiḥalban |
| 2.m.      | tičitbūn    | tuḏurbūn   | taḥalbūn |
| f.        | tičitban    | tuḏurban   | taḥalban |
| 1.c.      | ničtib      | nuḏrub     | naḥalib  |

Das Nūn des Plurals wird vor Personalsuffix verdoppelt: yuḏurbūnnah „sie schlagen ihn“. Analog dazu werden die Suffixe an Nomina mit vokalischen Auslaut gebildet: šāvīnne „unser Kleinvieh“, ubūnne „unser Vater“. Wie im Usbekistan-Arabischen werden Partizipialformen vor Personalsuffix durch inn oder unn erweitert: lāgtunnah „er packte ihn“, āxiḏtinnah „ich (fem.) nahm ihn (zum Mann)“.

## Zur Syntax
Auffällig ist die Endstellung des Verbs wie im Persischen:

aḥne fiǧ-ǧidīm māldār kunne „wir waren in alter Zeit Hirten“.
Das aus dem persischen entlehnte haṯt dient als Kopula:

ane mašġūl haṯt „ich arbeite“
Zahlreiche zusammengesetzte Verben wurden aus dem Persischen lehnübertragen. Beispielsweise wurde das persische kār kardan, was „arbeiten“ bedeutet und sich aus den Wörtern „Arbeit“ und „machen“ zusammensetzt, das arabische ʿimal ṯava, was aus den beiden entsprechenden arabischen Wörtern gebildet ist.
Eines der hervorstechendsten Merkmale dieses Dialekts sind die zahlreichen Nunationsreste:
labāṯin ḏēnin „schöne Kleider“

šītin marīd (= hochar. lā urīdu šayʾan) „ich möchte nichts“

lafḏum lafḏin ʿarabiyye hū „ihr Dialekt ist ein arabischer Dialekt“.

## Zum Lexikon
Das Wortschatz ist so stark von persischem Bestand durchsetzt, dass man auf den ersten Blick den Eindruck einer arabisch-persischen Mischsprache erhält. Da umgekehrt viele persischen Wörter arabischen Ursprungs sind, besitzt dieser arabische Dialekt zahlreiche persische Fremdwörter, die selbst wiederum aus dem Arabischen entlehnt sind, beispielsweise:
āšoġ „Liebe“ (عشق)

aġd „Vertrag“ (عقد)

eḏdevāǧ „Hochzeit“ (ازدواج)

u. v. a.
Im Folgenden eine kleine Liste von auffälligen Wörtern:
ištow, če „wie“

min „wer“

vēn „wo“

hāč „so“

al Relativpronomen

ya + Suffix „(zusammen) mit“, z. B. yāh / yāhe / yāk / yāč „mit ihm / ihr / dir (m.) / dir (f.)“

šītin „etwas, Sache“

ī „ja“

ummā „Wasser“

íbu, úbu „Vater“

inf „Nase“

kilikk (kurd.) „Finger“

iǧil „Fuß“

terrāše / terārīš „Baum“

alle (ohne Emphase!) „Gott“, z. B. in der Wendung alle yukūn yākum „Gott sei mit euch“

ṯava / yiṯayy „machen“

iṯte / yiṯti (Stamm VIII zu ṯava) „werden“

hanǧam / yihanǧim (pers.) „sprechen“

čamčam / yičamčim „bauen“

baḥḥar / yibaḥḥir „schauen“

fayya / yifiyy „kommen, zurückkehren“

ṯayal / yiṯāyil „fragen“

rād / yirīd „wollen“